# كوثر بلحاج
كوثر بلحاج ممثلة تونسية ولدت في 7 أبريل 1975 بالمكنين. اشتهرت بدور «عزة» في السلسلة الشهيرة شوفلي حل.

## حياتها المهنية
برزت في عدة مسلسلات تونسية اهمها: الحمامة والصقيع، عشقة وحكايات، ماطوس، قمرة سيدي المحروس، حسابات وعقابات، الأستاذة ملاك وأولاد مفيدة. كما شاركت في بعض الأفلام السينمائية منها: حلو ومر، موسم الرجال، خرمة وهز يا وز. خاضت تجربة التنشيط من خلال برنامج الطبخ «ذوق تحصل» الذي عرض على قناة تونسنا.

## فيلموغرافيا

### السينما
- 2000 : حلو ومر لالناصر القطاري
- 2000 : موسم الرجال لمفيدة التلاتلي بدور فاطمة
- 2002 : خرمة لالجيلاني السعدي
- 2004 : كلمة رجال لمعز كمون
- 2010 : آخر ديسمبر لمعز كمون
- 2013 : هز ياوز لإبراهيم اللطيف بدور مدام غالية

### الأعمال التلفزية

#### المسلسلات
- ؟ : حمة وعمّار
- 1997 : الحمامة والصقيع لنور الدين شوشان : راضية
- 1998 : عشقة وحكايات لصلاح الدين الصيد : يلدز
- 2002 : قمرة سيدي المحروس لصلاح الدين الصيد
- 2004 : حسابات وعقابات لالحبيب المسلماني : حبيبة
- 2005-2009 : شوفلي حل لصلاح الدين الصيد وعبد القادر الجربي بدور عزة
- 2010 : ملا زهر لسامي العربي
- 2011 : الأستاذة ملاك لفرج سلامة بدور سميرة
- 2013 : علق الصباط لغازي الزغباني
- 2013-2014 : كاميرا كافيه لإبراهيم اللطيف
- 2014 : مكتوب (الموسم 4) لسامي الفهري بدور ياسمين
- 2014 : يقوي سعدك لأمير الماجولي وأسامة عبد القادر بدور ريم أو روند شهرت ريري
- 2015 : بنت أمها (الموسم 2) ليوسف ميلاد ومخلص معلى : تبر
- 2015-2016 : أولاد مفيدة لسامي الفهري بدور شهلة
- 2019 : فاميليا سي الطيب للعربي الهادفي
- 2020 : 27 ليسري بوعصيدة
- 2025 : ياسمينة و فلة

#### الأفلام التلفزية
- 2009 : شوفلي حل لعبد القادر الجربي

#### البرامج التلفزية
- 2012 : ذوق تحصل على قناة تونسنا
- 2014 : ذوقنا على قناة تلفزة تي في
- 2014 : الإنجليزي (ضيفة الحلقة 9) على قناة تونسنا
- 2015 : الطيارة (ضيفة الحلقة 16) على قناة التاسعة
- 2015 : غني للجمعية (ضيفة الحلقة 28) على قناة الحوار التونسي

### المسرح
- مدرسة النساء وقام بإخراجها مسرحيا محمد كوكة
- الفوندو لعبد العزيز المحرزي